# Ghiacciaio Reid (Terra della Regina Maria)
Il ghiacciaio Reid è un ghiacciaio largo circa 7 km e lungo 25, situato nella Terra della Regina Maria, in Antartide. Il ghiacciaio fluisce verso nord-nordest scorrendo tra il versante meridionale della penisola Melba e dell'isola  David e quello settentrionale della penisola Davis per poi terminare nella lingua di ghiaccio Denman.

## Storia
Il ghiacciaio Reid fu scoperto nel corso della Spedizione Aurora, svoltasi dal 1911 al 1914 e comandata da Douglas Mawson, il quale lo battezzò con il suo attuale nome in onore di Sir George Reid, al tempo alto commissario dell'Australia a Londra. In seguito il ghiacciaio è stato mappato più dettagliatamente sulla base di fotografie aeree effettuate durante l'operazione Highjump, svoltasi nel 1946-47.